# Joris Backer
Joris Paul Backer (Leiden, 11 juli 1953) is een Nederlands politicus voor de Democraten 66 en was van 7 juni 2011 tot en met 12 juni 2023 lid van de Eerste Kamer der Staten-Generaal.

## Familie
Backer is een telg uit de Amsterdamse regentenfamilie Backer. Hij is een zoon van huisarts jhr. Joan Anthony Ferdinand Backer (1922-2013) en Emy Yolanda Emma Gabina Loeb (1923-2017). Hij trouwde in 1982 met Saskia Huijgen, met wie hij drie kinderen kreeg. Hij is een volle neef van kinderboekenschrijver Marijn Backer.

## Loopbaan
Backer volgde een academische studie Nederlands recht aan de Rijksuniversiteit Leiden, tot 1978. Daarna studeerde hij van 1978 tot 1979 politieke wetenschappen, behaalde een DEA aan het Institut d'Etudes Politiques te Parijs.
Van januari 1980 tot 1983 was Backer persoonlijk medewerker van Laurens Jan Brinkhorst, Tweede Kamerlid. Van 1983 tot 1989 was hij advocaat en procureur in Den Haag bij De Brauw en Helbach, waarna hij in 1990 manager juridische dienstverlening werd bij Shell Nederland, en tot 1993 manager juridische zaken van Shell Nederland Raffinaderij (in Pernis). Daarna werd Backer bedrijfsjurist (1993-1998) bij Shell International en vanaf 1998 was hij vicepresident van Shell Rusland, tot 2001. Vanaf juni 2001 tot 2012 was Backer director Corporate Legal van N.V. Luchthaven Schiphol. Vanaf 18 april 2006 was hij tevens directeur van Schiphol International B.V. en sinds juli 2010 president van Schiphol USA Inc. Sinds 2012 is hij gevestigd als zelfstandig adviseur en ondernemer in Den Haag. Hij was voorzitter van de Mr. Hans van Mierlo Stichting en lid van het Landelijk Bestuur van D66.
Backer werd in 2011 verkozen als lid van de Eerste Kamer voor D66 en in die functie in 2015 en 2019 herkozen. Hij was in de periode 2015-2019 tweede ondervoorzitter van de Eerste Kamer. Van 11 juni 2019 tot 2 juli 2019 was hij waarnemend voorzitter van de Eerste Kamer. Vanaf 2 juli 2019 was Backer vice-fractievoorzitter van de D66-fractie in de Eerste Kamer en was woordvoerder Rijksbegroting, Europa en het niet-strafrechtelijk deel van de justitieportefeuille.
- Gemeinsame Normdatei: 1126997110
- International Standard Name Identifier: 0000 0003 8173 0998
- Library of Congress Control Number: n83145823
- Nederlandse Thesaurus van Auteursnamen: 069478813
- Parlement.com: vin3caydd4rc
- Système universitaire de documentation: 076631443
- Virtual International Authority File: 262245886
- WorldCat: E39PBJrGvvmXFCt7vmhJTY7T73